# Physocephala longitheca
Physocephala longitheca är en tvåvingeart som beskrevs av Camras 2001. Physocephala longitheca ingår i släktet Physocephala och familjen stekelflugor.
Artens utbredningsområde är Angola. Inga underarter finns listade i Catalogue of Life.